# FK Mladost Raštani
FK Mladost  je bivši bosanskohercegovački nogometni klub iz Raštana kod Mostara.

## Povijest
Klub je osnovan prije 1979. godine. Početkom 1980-ih Mladost je igrala u Regionalnoj ligi BiH – Jug.